# Chang’e
Chang’e (chiń. 嫦娥; pinyin Cháng’é) – w mitologii chińskiej bogini Księżyca. Pierwotnie nosiła imię Heng’e (姮娥), które zmieniono w II wieku z powodu obecności pierwszego znaku w imieniu cesarza, przez co uległ on tabuizacji.
Według chińskich wierzeń była żoną łucznika Houyi. Pewnego dnia Houyi otrzymał w darze od bogini Xiwangmu eliksir nieśmiertelności. Podczas nieobecności męża Chang’e zjadła je, na skutek czego stała się nieśmiertelna i wzniosła się na Księżyc, gdzie żyje w Pałacu Rozległego Zimna (Guanghangong, 广寒宫). Houyi bezskutecznie próbował dogonić żonę.
Chang’e przedstawiana jest w ikonografii jako wytworna dama. Często przedstawia się ją w towarzystwie zająca, który wedle chińskich wierzeń mieszka na Księżycu, gdzie wyrabia z ziół lekarstwo dające nieśmiertelność. Cześć Chang’e oddaje się podczas Święta Środka Jesieni.
Imieniem bogini nazwano chiński program eksploracji Księżyca oraz planetoidę z grupy pasa głównego asteroid (4047) Chang’E.